# I krig med samhället och andra texter
I krig med samhället och andra texter är en novellsamling av Anne Charlotte Leffler, utgiven 2013 på Rosenlarv Förlag. Förlagsansvarig för denna bok, samt den samtidigt duo-utgivna Att skapa en framtid, var Sophie Zettermark, med stöd av Sam Holmqvist. Intressant med denna samling är, utöver flera välskrivna, för sin tid politiskt kontroversiella och än idag psykologiskt intressanta noveller, även romanutkastet Utomkring äktenskapet, som var den romanskiss som Leffler arbetade på, men aldrig hann slutföra, innan sin död i blindtarmsinflammation 1892. Romanskissen lägger grunden för vad som hade varit den första lesbiska romanen i svensk litteraturhistoria, med en romanfigur mycket starkt liknande huvudkaraktären i den 40 år senare utgivna Charlie av Margareta Suber.

## Innehåll
| Verk                  | Ursprungligen publicerad i |
| --------------------- | -------------------------- |
| Doktorns hustru       | Ur lifvet I 1882           |
| Barnet                | Ur lifvet II 1883          |
| Ett bröllop           | Ur lifvet II 1883          |
| Utomkring äktenskapet | Ur lifvet VI 1893          |
| En bal i societeten   | Ur lifvet I 1882           |
| Aurore Bunge          | Ur lifvet II 1883          |
| I krig med samhället  | Ur lifvet II 1883          |

### Fotnoter
1. ↑  ”I krig med samhället och andra texter”. Libris.kb.se. http://libris.kb.se/bib/13620648. Läst 13 januari 2014.